# Llista dels llibres més venuts
Aquesta pàgina proporciona les llistes dels llibres i sèries de llibres individuals més venuts fins al moment i en qualsevol idioma. El concepte de"més venut" (que generalment s'expressa amb els termes supervendes o best-seller) es refereix al nombre de còpies (o una estimació) venudes de cada llibre, i no a les que van ser impresses o distribuïdes gratuïtament. No s'inclouen en aquesta llistes ni els còmics ni els llibres de text. Els llibres es llisten segons les vendes màximes estimades i reportades per fonts independents i fidedignes.
Hi ha diversos casos, significativament el de El Quixot -de Miguel de Cervantes (1605-1615), en espanyol- per als que se sol reclamar un gran nombre d'exemplars venuts al llarg de la història, essent la xifra més alta de la llista, però per als que cap font fiable dona una xifra concreta.
De la mateixa manera, moltes sèries notables de llibres que es van vendre àmpliament estan poc documentades (El màgic d'Oz) o consisteixen en diverses sub-sèries (Tom Swift).
Tampoc apareixen obres polítiques, com les de Mao Zedong, ni religioses, com la Bíblia, l'Alcorà, el Llibre del Mormó o Què ensenya realment la Bíblia?, que s'han distribuït gratuïtament, indicades en l'annex corresponent a les obres més distribuïdes.
Després de més de 500 milions d'exemplars venuts a tot el món, Harry Potter de JK Rowling és la sèrie de llibres més venuda de la història. La primera novel·la de la sèrie, Harry Potter i la pedra filosofal, ha venut més de 120 milions d'exemplars, convertint-la en un dels llibres més venuts de tots els temps. A partir del juny del 2017, la sèrie s'ha anat traduint a 80 idiomes, situant Harry Potter entre les obres literàries més traduïdes de la història. Els últims quatre llibres de la sèrie van establir rècords consecutivament com els llibres més venuts de tots els temps, amb l'entrega final, Harry Potter i les reliquies de la Mort, que va vendre aproximadament quinze milions d'exemplars arreu del món en les vint-i-quatre hores posteriors al llançament. Amb dotze milions de llibres impresos a la primera edició dels EUA, també manté el rècord de la impressió inicial més alta de qualsevol llibre en la història.

## Llegenda
Les xifres són inexactes i els mètodes varien segons la font; la llista està incompleta, ja que les fonts no estan disponibles per a molts dels llibres.
      Ficció
      No-ficció

## Llista de llibres individuals més venuts

### Més de 100 milions d'exemplars
| Llibre                                        | Autor/a                  | Llengua original | Primera edició | Vendes aproximades | Gènere                                                   |
| --------------------------------------------- | ------------------------ | ---------------- | -------------- | ------------------ | -------------------------------------------------------- |
| El quixot                                     | Miguel de Cervantes      | Castellà         | 1605           | 500 milions        | Novel·la d'aventures, cavalleries i novel·la realista    |
| Una història de dues ciutats                  | Charles Dickens          | Anglès           | 1859           | 200 milions        | Ficció històrica                                         |
| El senyor dels Anells                         | J. R. R. Tolkien         | Anglès           | 1954           | 150 milions        | fantasia                                                 |
| El petit príncep (Le Petit Prince)            | Antoine de Saint-Exupéry | Francès          | 1943           | 150 milions        | fantasia (llibre de quadres)                             |
| El Hobbit                                     | J. R. R. Tolkien         | Anglès           | 1937           | 140,6 milions      | fantasia                                                 |
| Harry Potter i la pedra filosofal             | JK Rowling               | Anglès           | 1997           | 120 milions        | fantasia, misteri                                        |
| El mestre i la Margarita (Мастер и Маргарита) | Mikhaïl Bulgàkov         | Rus              | 1967           | 100 milions        | fantasia, farsa, sobrenatural, romanç, novel·la satírica |
| Alícia al país de les meravelles              | Lewis Carroll            | Anglès           | 1865           | 100 milions        | novel·la de fantasia                                     |
| I aleshores no en quedà cap                   | Agatha Christie          | Anglès           | 1939           | 100 milions        | misteri                                                  |
| El somni del pavelló vermell (xinès: 紅樓夢)  | Cao Xueqin               | Xinès            | 1791           | 100 milions        | saga familiar                                            |

### Entre 50 milions i 100 milions d'exemplars
| Llibre                                                 | Autor/s i Autora/es                       | Llengua original | Primera edició | Vendes aproximades | Gènere                      |
| ------------------------------------------------------ | ----------------------------------------- | ---------------- | -------------- | ------------------ | --------------------------- |
| El lleó, la bruixa i l'armari                          | C. S. Lewis                               | Anglès           | 1950           | 85 milions         | Fantasia                    |
| Ella, una història d'aventura                          | H. Rider Haggard                          | Anglès           | 1887           | 83 milions         | Aventura                    |
| Les aventures de Pinotxo (Le avventure di Pinocchio)   | Carlo Collodi                             | Italià           | 1881           | >80 milions        | Fantasia                    |
| El codi Da Vinci                                       | Dan Brown                                 | Anglès           | 2003           | 80 milions         | Thriller de misteri         |
| Harry Potter i la cambra secreta                       | J. K. Rowling                             | Anglès           | 1998           | 77 milions         | Fantasia                    |
| Harry Potter i el pres d'Azkaban                       | J. K. Rowling                             | Anglès           | 1999           | 65 milions         | Fantasia                    |
| Harry Potter i el calze de foc                         | J. K. Rowling                             | Anglès           | 2000           | 65 milions         | Fantasia                    |
| Harry Potter i l'ordre del Fènix                       | J. K. Rowling                             | Anglès           | 2003           | 65 milions         | Fantasia                    |
| Harry Potter i el misteri del Príncep                  | J. K. Rowling                             | Anglès           | 2005           | 65 milions         | Fantasia                    |
| Harry Potter i les relíquies de la Mort                | J. K. Rowling                             | Anglès           | 2007           | 65 milions         | Fantasia                    |
| L'Alquimista (O Alquimista)                            | Paulo Coelho                              | Portuguès        | 1988           | 65 milions         | Fantasia                    |
| El vigilant en el camp de sègol                        | J. D. Salinger                            | Anglès           | 1951           | 65 milions         | Esdevenidor-de-edat         |
| Els Ponts de Madison County                            | Robert James Waller                       | Anglès           | 1992           | 60 milions         | Romànic                     |
| Ben-Hur: A Tale of the Christ                          | Lewis Wallace                             | Anglès           | 1880           | 50 milions         | Històric                    |
| You Can Heal Your Life                                 | Louise Hay                                | Anglès           | 1984           | 50 milions         | self-Millora                |
| Cent Anys de Solitud (Cien años de soledad)            | Gabriel García Márquez                    | Castellà         | 1967           | 50 milions         | Realisme màgic              |
| Lolita                                                 | Vladímir Nabókov                          | Anglès           | 1955           | 50 milions         | General                     |
| Heidi                                                  | Johanna Spyri                             | Alemany suís     | 1880           | 50 milions         | La ficció dels nens         |
| El llibre del sentit comú de la cura de nadons i nens. | Benjamin Spock                            | Anglès           | 1946           | 50 milions         | Manual                      |
| Anna la de teules verdes                               | Lucy Maud Montgomery                      | Anglès           | 1908           | 50 milions         | General                     |
| Black Beauty                                           | Anna Sewell                               | Anglès           | 1877           | 50 milions         | La literatura dels nens     |
| El Nom de la Rosa (Il Nome della Rosa)                 | Umberto Eco                               | Italià           | 1980           | 50 milions         | Novel·la històrica, misteri |
| Ha arribat l'àguila                                    | Jack Higgins                              | Anglès           | 1975           | 50 milions         | Guerra, thriller            |
| El turó de Watership                                   | Richard Adams                             | Anglès           | 1972           | 50 milions         | Fantasia                    |
| L'informe Hite                                         | Shere Hite                                | Anglès           | 1976           | 50 milions         |                             |
| La teranyina de la Carlota (Charlotte's web)           | E.B. White; il·lustrat per Garth Williams | Anglès           | 1952           | 50 milions         | La ficció dels nens         |
| L'Home de Gingebre                                     | J. P. Donleavy                            | Anglès           | 1955           | 50 milions         |                             |

### Entre 30 milions i 50 milions d'exemplars
| Llibre                                                       | Autor/s i Autora/es   | Llengua original | Primera edició | Vendes aproximades               |
| ------------------------------------------------------------ | --------------------- | ---------------- | -------------- | -------------------------------- |
| El Conte del Conillet Pere                                   | Beatrix Potter        | Anglès           | 1902           | 45 milions                       |
| Jonathan Livingston Gavina                                   | Richard Bach          | Anglès           | 1970           | 44 milions                       |
| L'erugueta goluda                                            | Eric Carle            | Anglès           | 1969           | 43 milions                       |
| A message to Garcia                                          | Elbert Hubbard        | Anglès           | 1899           | 40 milions                       |
| Matar un rossinyol                                           | Harper Lee            | Anglès           | 1960           | 40 milions                       |
| Flowers in the Attic                                         | V. C. Andrews         | Anglès           | 1979           | 40 milions                       |
| Cosmos                                                       | Carl Sagan            | Anglès           | 1980           | 40 milions                       |
| El món de Sofia (Sofies verden)                              | Jostein Gaarder       | Noruec           | 1991           | 40 milions                       |
| Àngels i dimonis                                             | Dan Brown             | Anglès           | 2000           | 39 milions                       |
| Kane and Abel                                                | Jeffrey Archer        | Anglès           | 1979           | 37 milions                       |
| How the Steel Was Tempered (Как закалялась сталь)            | Nikolai Ostrovsky     | Rus              | 1932           | 36.4 milions de còpies en l'URSS |
| Guerra i Pau (Война и мир)                                   | Lev Tolstoi           | Rus              | 1869           | 36.0 milions de còpies a Rússia. |
| El diari d'Anne Frank (Het Achterhuis)                       | Anne Frank            | Neerlandès       | 1947           | 35 milions                       |
| Les teves zones errònies                                     | Wayne Dyer            | Anglès           | 1976           | 35 milions                       |
| L'ocell espina                                               | Colleen McCullough    | Anglès           | 1977           | 33 milions                       |
| Una vida amb propòsit. Per què sóc a la terra?               | Rick Warren           | Anglès           | 2002           | 33 milions                       |
| El caçador d'estels                                          | Khaled Hosseini       | Anglès           | 2003           | 31.5 milions                     |
| La vall de les nines                                         | Jacqueline Susann     | Anglès           | 1966           | 31 milions                       |
| El gran Gatsby                                               | F. Scott Fitzgerald   | Anglès           | 1925           | 30 milions                       |
| Allò que el vent s'endugué                                   | Margaret Mitchell     | Anglès           | 1936           | 30 milions                       |
| Rebecca                                                      | Daphne du Maurier     | Anglès           | 1938           | 30 milions                       |
| 1984                                                         | George Orwell         | Anglès           | 1949           | 30 milions                       |
| The Revolt of Mamie Stover                                   | William Bradford Huie | Anglès           | 1951           | 30 milions                       |
| Els homes que no estimaven les dones (Män som hatar kvinnor) | Stieg Larsson         | Suec             | 2005           | 30 milions                       |
| El Símbol Perdut                                             | Dan Brown             | Anglès           | 2009           | 30 milions                       |

### Entre 20 milions i 30 milions d'exemplars
| Llibre                                                                            | Autor/s i Autora/es                    | Llengua original | Primera edició | Vendes aproximades  |
| --------------------------------------------------------------------------------- | -------------------------------------- | ---------------- | -------------- | ------------------- |
| Els jocs de la fam                                                                | Suzanne Collins                        | Anglès           | 2008           | 29 milions als EUA  |
| La Jove Guàrdia (Молодая гвардия)                                                 | Alexander Alexandrovich Fadeyev        | Rus              | 1945           | 26 milions a l'URSS |
| Qui s'ha endut el meu formatge?                                                   | Spencer Johnson                        | Anglès           | 1998           | 26 milions          |
| Breu història del temps                                                           | Stephen Hawking                        | Anglès           | 1988           | 25 milions          |
| Paul et Virginie                                                                  | Jacques-Henri Bernardin de Sant-Pierre | Francès          | 1788           | 25 milions          |
| Lust for Life                                                                     | Irving Stone                           | Anglès           | 1934           | 25 milions          |
| El vent entre els salzes                                                          | Kenneth Grahame                        | Anglès           | 1908           | 25 milions          |
| Els 7 hàbits de la gent altament efectiva                                         | Stephen R. Covey                       | Anglès           | 1989           | 25 milions          |
| Terres conreades (Поднятая целина)                                                | Mikhail Sholokhov                      | Rus              | 1935           | 24 milions a l'URSS |
| Les nous revelacions                                                              | James Redfield                         | Anglès           | 1993           | 23 milions          |
| No està escrit a les estrelles                                                    | John Green                             | Anglès           | 2012           | 23 milions          |
| The Shack                                                                         | William P. Young                       | Anglès           | 2007           | 22 milions          |
| L'oncle Stiopa (Дядя Степа)                                                       | Serguei Mikhalkov                      | Rus              | 1936           | 21 milions a l'URSS |
| El Padrí                                                                          | Mario Puzo                             | Anglès           | 1969           | 21 milions          |
| Love Story                                                                        | Erich Segal                            | Anglès           | 1970           | 21 milions          |
| En flames                                                                         | Suzanne Collins                        | Anglès           | 2009           | 21 milions als EUA  |
| L'ocell de la revolta                                                             | Suzanne Collins                        | Anglès           | 2010           | 20 milions als EUA  |
| Kitchen                                                                           | Banana Yoshimoto                       | Japonès          | 1988           | 20 milions          |
| La Nebulosa d'Andròmeda                                                           | Ivan Yefremov                          | Rus              | 1957           | 20 milions          |
| Autobiografia d'un Iogi                                                           | Paramahansa Yogananda                  | Hindi            | 1946           | 20 milions          |
| Perduda                                                                           | Gillian Flynn                          | Anglès           | 2012           | 20 milions          |
| La noia del tren                                                                  | Paula Hawkins                          | Anglès           | 2015           | 20 milions          |
| Res de nou al front de l'oest (Im Westen nichts Neues)                            | Erich Maria Remarque                   | Alemany          | 1929           | 20 milions          |
| The bermuda triangle                                                              | Charles Berlitz                        | Anglès           | 1974           | 20 milions          |
| Tot s'envà a norris                                                               | Chinua Achebe                          | Anglès           | 1958           | 20 milions          |
| La rebel·lió dels animals                                                         | George Orwell                          | Anglès           | 1945           | 20 milions          |
| Wolf Totem (狼图腾)                                                               | Jiang Rong                             | Xinès            | 2004           | 20 milions          |
| The Happy Hooker: My Own Story                                                    | Xaviera Hollander                      | Anglès           | 1971           | 20 milions          |
| Jaws                                                                              | Peter Benchley                         | Anglès           | 1974           | 20 milions          |
| Love you forever                                                                  | Robert Munsch                          | Anglès           | 1986           | 20 milions          |
| The Women's Room                                                                  | Marilyn French                         | Anglès           | 1977           | 20 milions          |
| Que es pot esperar quan s'està esperant                                           | Arlene Eisenberg i Heidi Murkoff       | Anglès           | 1984           | 20 milions          |
| Les aventures de Huckleberry Finn                                                 | Mark Twain                             | Anglès           | 1885           | 20 milions          |
| El diari secret d'Adrian Mole                                                     | Sue Townsend                           | Anglès           | 1982           | 20 milions          |
| Orgull i Prejudici                                                                | Jane Austen                            | Anglès           | 1813           | 20 milions          |
| Kon-Tiki: Across the Pacific in a Raft (Kon-Tiki ekspedisjonen)                   | Thor Heyerdahl                         | Noruec           | 1950           | 20 milions          |
| Les aventures del bon soldat Švejk (Osudy dobrého vojáka Švejka za světové války) | Jaroslav Hašek                         | Txec             | 1923           | 20 milions          |
| Allà on viuen els monstres                                                        | Maurice Sendak                         | Anglès           | 1963           | 20 milions          |
| El poder del pensament positiu                                                    | Norman Vincent Peale                   | Anglès           | 1952           | 20 milions          |
| The Secret                                                                        | Rhonda Byrne                           | Anglès           | 2006           | 20 milions          |
| Por de volar                                                                      | Erica Jong                             | Anglès           | 1973           | 20 milions          |
| Duna                                                                              | Frank Herbert                          | Anglès           | 1965           | 20 milions          |
| Charlie i la fàbrica de xocolata                                                  | Roald Dahl                             | Anglès           | 1964           | 20 milions          |
| The naked ape                                                                     | Desmond Morris                         | Anglès           | 1968           | 20 milions          |

### Entre 10 milions i 20 milions d'exemplars
| Llibre                                                                       | Autor/s i Autora/es        | Llengua original | Primera edició | Vendes aproximades                 |
| ---------------------------------------------------------------------------- | -------------------------- | ---------------- | -------------- | ---------------------------------- |
| Totto-chan, the Little Girl at the Window (窓ぎわのトットちゃん)             | Tetsuko Kuroyanagi         | Japonès          | 1981           | 18 milions (Japó i Xina)           |
| Matilda                                                                      | Roald Dahl                 | Anglès           | 1988           | 17 milions                         |
| El lladre de llibres                                                         | Markus Zusak               | Anglès           | 2005           | 16 milions                         |
| L'home que parlava als cavalls a cau d'orella                                | Nicholas Evans             | Anglès           | 1995           | 16 milions                         |
| Bona nit lluna                                                               | Margaret Wise Brown        | Anglès           | 1947           | 16 milions                         |
| La història interminable (Dau unendliche Geschichte)                         | Michael Ende               | Alemany          | 1979           | 16 milions                         |
| Cinquanta ombres d'en Grey                                                   | E. L. James                | Anglès           | 2011           | 15.2 milions als EUA               |
| The Outsiders                                                                | S. E. Hinton               | Anglès           | 1967           | 15 milions                         |
| Endevina com t'estimo                                                        | Sam McBratney              | Anglès           | 1994           | 15 milions                         |
| Shōgun: A novel of Japan                                                     | James Clavell              | Anglès           | 1975           | 15 milions                         |
| The poky little puppy                                                        | Janette Sebring Lowrey     | Anglès           | 1942           | 15 milions                         |
| Els Pilars de la Terra                                                       | Ken Follett                | Anglès           | 1989           | 15 milions                         |
| Com guanyar amics i influir sobre les persones                               | Dale Carnegie              | Anglès           | 1936           | 15 milions                         |
| El perfum (Das Parfum)                                                       | Patrick Süskind            | Alemany          | 1985           | 15 milions                         |
| El raïm de la ira                                                            | John Steinbeck             | Anglès           | 1939           | 15 milions                         |
| L'ombra del vent (La sombra del viento)                                      | Carlos Ruiz Zafón          | Castellà         | 2001           | 15 milions                         |
| Intèrpret d'emocions                                                         | Jhumpa Lahiri              | Anglès           | 2000           | 15 milions                         |
| Guia galàctica per a autoestopistes                                          | Douglas Adams              | Anglès           | 1979           | 14 milions                         |
| Els dimarts amb Morrie                                                       | Mitch Albom                | Anglès           | 1997           | 14 milions                         |
| El petit camp de Déu                                                         | Erskine Caldwell           | Anglès           | 1933           | 14 milions                         |
| Vés on et porti el cor (Va' dove ti porta il cuore)                          | Susanna Tamaro             | Italià           | 1994           | 14 milions                         |
| A wrinkle in time                                                            | Madeleine L'Engle          | Anglès           | 1962           | 14 milions                         |
| Long walk to freedom                                                         | Nelson Mandela             | Anglès           | 1994           | 14 milions                         |
| El vell i la mar                                                             | Ernest Hemingway           | Anglès           | 1952           | 13 milions                         |
| Life after life                                                              | Raymond Moody              | Anglès           | 1975           | 13 milions                         |
| Me before you                                                                | Jojo Moyes                 | Anglès           | 2012           | 12 milions                         |
| Tòquio blues (ノルウェイの森)                                                | Haruki Murakami            | Japonès          | 1987           | 12 milions                         |
| Peyton place                                                                 | Grace Metalious            | Anglès           | 1956           | 12.1 milions                       |
| La Pesta (La Peste)                                                          | Albert Camus               | Francès          | 1947           | 12 milions                         |
| No més humà (人間失格)                                                       | Osamu Dazai                | Japonès          | 1948           | 12 milions                         |
| L'home a la recerca de sentit(Ein Psychologe erlebt das Konzentrationslager) | Viktor Frankl              | Alemany          | 1946           | 12 milions                         |
| La divina comèdia (La Divina Commedia)                                       | Dante Alighieri            | Italià           | 1304           | 11–12 milions (durant el segle XX) |
| La meva història                                                             | Michelle Obama             | Anglès           | 2018           | 11.5 milions                       |
| El Profeta                                                                   | Khalil Gibran              | Anglès           | 1923           | 11 milions                         |
| The exorcist                                                                 | William Peter Blatty       | Anglès           | 1971           | 11 milions                         |
| El Grúfal                                                                    | Julia Donaldson            | Anglès           | 1999           | 10.5 milions                       |
| Cinquanta ombres més fosques                                                 | E. L. James                | Anglès           | 2012           | 10.4 milions als EUA               |
| Ronja, la filla del bandoler                                                 | Astrid Lindgren            | Suec             | 1981           | 10 milions                         |
| El gat disbarat                                                              | Theodor Seuss              | Anglès           | 1957           | 10.5 milions                       |
| Diana: Her True Story                                                        | Andrew Morton              | Anglès           | 1992           | 10 milions                         |
| The help                                                                     | Kathryn Stockett           | Anglès           | 2009           | 10 milions                         |
| Catch-22                                                                     | Joseph Heller              | Anglès           | 1961           | 10 milions                         |
| L'estrany (L'Étranger)                                                       | Albert Camus               | Francès          | 1942           | 10 milions                         |
| Eye of the Needle                                                            | Ken Follett                | Anglès           | 1978           | 10 milions                         |
| The Lovely Bones                                                             | Alice Sebold               | Anglès           | 2002           | 10 milions                         |
| Cignes salvatges                                                             | Jung Chang                 | Anglès           | 1992           | 10 milions                         |
| Santa Evita                                                                  | Tomás Eloy Martínez        | Castellà         | 1995           | 10 milions                         |
| La trilogia de la nit (Un di Velt Calent Geshvign)                           | Elie Wiesel                | Ídix             | 1958           | 10 milions                         |
| Confucius from the heart (于丹《论语》心得)                                  | Yu Dan                     | Xinès            | 2006           | 10 milions                         |
| The total woman                                                              | Marabel Morgan             | Anglès           | 1974           | 10 milions                         |
| Knowledge-value Revolution (知価革命)                                        | Taichi Sakaiya             | Japonès          | 1985           | 10 milions                         |
| Problemes dins l'economia socialista de la Xina (中国社会主义经济问题研究)   | Xue Muqiao                 | Xinès            | 1979           | 10 milions                         |
| What Color Is Your Parachute?                                                | Richard Nelson Bolles      | Anglès           | 1970           | 10 milions                         |
| Dieta Dukan                                                                  | Pierre Dukan               | Francès          | 2000           | 10 milions                         |
| The joy of sex                                                               | Alex Comfort               | Anglès           | 1972           | 10 milions                         |
| The gospel according to peanuts                                              | Robert L. Short            | Anglès           | 1965           | 10 milions                         |
| La vida de Pi                                                                | Yann Martel                | Anglès           | 2001           | 10 milions                         |
| The giver                                                                    | Lois Lowry                 | Anglès           | 1993           | 10 milions                         |
| The front runner                                                             | Patricia Nell Warren       | Anglès           | 1974           | 10 milions                         |
| The goal                                                                     | Eliyahu M. Goldratt        | Anglès           | 1984           | 10 milions                         |
| Fahrenheit 451                                                               | Ray Bradbury               | Anglès           | 1953           | 10 milions                         |
| Les cendres d'Àngela                                                         | Frank McCourt              | Anglès           | 1996           | 10 milions                         |
| La història dels meus experiments amb la veritat (સત્યના પ્રયોગો અથવા આત્મકથા)       | Mohandas Karamchand Gandhi | Gujarati         | 1925-1929      | 10 milions                         |

## Llista de sèries de llibres més venudes

### Més de 100 milions d'exemplars
| Sèrie de llibre               | Autor/s i Autora/es               | Llengua original | Núm. d'obres                  | Primera edició | Vendes aproximades |
| ----------------------------- | --------------------------------- | ---------------- | ----------------------------- | -------------- | ------------------ |
| Harry Potter                  | J. K. Rowling                     | Anglès           | 7                             | 1997-2007      | 500 milions        |
| Pànic                         | R.L.Stine                         | Anglès           | 62 + sèries derivades         | 1992–present   | 400 milions        |
| Perry Mason                   | Erle Stanley Gardner              | Anglès           | 82 + 4 històries curtes       | 1933–1973      | 300 milions        |
| Berenstain Bears              | Stan i Jan Berenstain             | Anglès           | +300                          | 1962–present   | 260 milions        |
| Tria la teva aventura         | Diversos autors                   | Anglès           | 185                           | 1979–1998      | 250 milions        |
| Sweet Valley High             | Francine Pascal i negres          | Anglès           | 400                           | 1983–2003      | 250 milions        |
| Noddy                         | Enid Blyton                       | Anglès           | 24                            | 1949–present   | 200 milions        |
| Nancy Drew                    | Diversos autors com Carolyn Keene | Anglès           | 175                           | 1930–present   | 200 milions        |
| The Railway Series            | Rev. W. Awdry, Christopher Awdry  | Anglès           | 42                            | 1945–2011      | 200 milions        |
| San-Antonio                   | Frédéric Dard                     | Francès          | 173                           | 1949–2001      | 200 milions        |
| Robert Langdon                | Dan Brown                         | Anglès           | 5                             | 2000–present   | 200 milions        |
| Diary of a Wimpy Kid          | Jeff Kinney                       | Anglès           | 14 + 4 sèries derivades       | 2007–present   | 200 milions        |
| El club de les cangurs        | Ann M. Martin                     | Anglès           | 335                           | 1986–present   | 172 milions        |
| Star Wars                     | Diversos autors                   | Anglès           | + 300                         | 1977–present   | 160 milions        |
| Little Critter                | Mercer Mayer                      | Anglès           | + 200                         | 1975–present   | 150 milions        |
| Pere Conillet                 | Beatrix Potter                    | Anglès           | 6                             | 1902–1930      | 150 milions        |
| Cinquanta ombres              | E. L. James                       | Anglès           | 3                             | 2011–2015      | 150 milions        |
| American girl                 | Diversos autors                   | Anglès           | 141 + sèries derivades        | 1986–present   | 140 milions        |
| Geronimo Stilton              | Elisabetta Dami i negres          | Italià           | + 200                         | 2000–present   | 140 milions        |
| Chicken Soup for the Soul     | Jack Canfield, Mark Victor Hansen | Anglès           | 105                           | 1997–present   | 130 milions        |
| Clifford, el gran gos vermell | Norman Bridwell                   | Anglès           | + 80                          | 1963–2014      | 129 milions        |
| Frank Merriwell               | Gilbert Patten                    | Anglès           | 209                           | 1896–1936      | 125 milions        |
| Dirk Pitt                     | Clive Cussler                     | Anglès           | 24                            | 1973–present   | 120 milions        |
| 宮本武蔵 (Musashi)            | Eiji Yoshikawa                    | Japonès          | 7                             | 1935–1939      | 120 milions        |
| Les Cròniques de Nàrnia       | C. S. Lewis                       | Anglès           | 7                             | 1949–1954      | 120 milions        |
| Mr. Men                       | Roger Hargreaves, Adam Hargreaves | Anglès           | 43                            | 1971–present   | 120 milions        |
| Crepuscle                     | Stephenie Meyer                   | Anglès           | 4 + 1 novel·la curta + 1 guia | 2005–2015      | 120 milions        |
| Trilogia d'Els jocs de la fam | Suzanne Collins                   | Anglès           | 3                             | 2008–2010      | 100 milions        |
| James Bond                    | Ian Fleming                       | Anglès           | 14                            | 1953–1966      | 100 milions        |
| Martina                       | Gilbert Delahaye, Marcel Marlier  | Francès          | 60                            | 1954–2014      | 100 milions        |
| Millennium                    | Stieg Larsson, David Lagercrantz  | Suec             | 6                             | 2005–2019      | 100 milions        |

### Entre 50 milions i 100 milions d'exemplars
| Sèrie de llibre                               | Autor/s i Autora/es                       | Llengua original | No. d'obres                                             | Primera edició | Vendes aproximades |
| --------------------------------------------- | ----------------------------------------- | ---------------- | ------------------------------------------------------- | -------------- | ------------------ |
| Cançó de gel i de foc                         | George R. R. Martin                       | Anglès           | Actualment 5; 7 planejades; 3 novel·les curtes + 1 guia | 1996–present   | 90 milions         |
| Discworld                                     | Terry Pratchett                           | Anglès           | 41                                                      | 1983–2015      | 90 milions         |
| Nijntje (Miffy)                               | Dick Bruna                                | neerlandès       | 119                                                     | 1955–present   | 85 milions         |
| Alex Cross                                    | James Patterson                           | Anglès           | 21                                                      | 1993–present   | 81 milions         |
| L'home del pa (アンパンマン)                  | Takashi Yanase                            | Japonès          | 150 llibres il·lustrats                                 | 1973–2013      | 80 milions         |
| Capità Calçotets                              | Dav Pilkey                                | Anglès           | 12 + sèries derivades                                   | 1997–2015      | 80 milions         |
| Fear street                                   | R. L. Stine                               | Anglès           | 114                                                     | 1989–present   | 80 milions         |
| Pippi Långstrump (Pippi Longstocking)         | Astrid Lindgren                           | Suec             | 3 + 3 llibres il·lustrats                               | 1945–2001      | 80 milions         |
| Cròniques Vampíriques                         | Anne Rice                                 | Anglès           | 13                                                      | 1976–present   | 80 milions         |
| La roda del temps                             | Robert Jordan, Brandon Sanderson          | Anglès           | 15                                                      | 1990–2013      | 80 milions         |
| OSS 117                                       | Jean Bruce                                | Francès          | 265                                                     | 1949–1992      | 75 milions         |
| Winnie-the-Pooh                               | A. A. Milne; Il·lustrat per E. H. Shepard | Anglès           | 2                                                       | 1926–1928      | 70 milions         |
| Magic Tree House series                       | Mary Pope Osborne                         | Anglès           | 56                                                      | 1992–present   | 70 milions         |
| Left Behind                                   | Tim LaHaye, Jerry B. Jenkins              | Anglès           | 16                                                      | 1996–2007      | 65 milions         |
| A Series of Unfortunate Events                | Lemony Snicket a.k.a Daniel Handler       | Anglès           | 13                                                      | 1999–2006      | 65 milions         |
| Little House on the Prairie                   | Laura Ingalls Wilder                      | Anglès           | 12                                                      | 1932–2006      | 60 milions         |
| Jack Reacher                                  | Lee Child                                 | Anglès           | 22 novel·les + 11 històries curtes                      | 1997–present   | 60 milions         |
| The Magic School Bus                          | Joanna Cole, il·lustrat per Bruce Degen   | Anglès           | 131                                                     | 1986–2010      | 58 milions         |
| On és Wally?                                  | Martin Handford                           | Anglès           | 13                                                      | 1987–present   | 55 milions         |
| Els homes són de Mart, les dones són de Venus | John Gray                                 | Anglès           | 15                                                      | 1992–present   | 50 milions         |
| The Hardy Boys                                | Diversos autors com Franklin W. Dixon     | Anglès           | 190                                                     | 1927–present   | 50 milions         |
| The Bobbsey Twins                             | Diversos autors com Laura Lee Hope        | Anglès           | 72                                                      | 1904–1979      | 50 milions         |
| Tarzan                                        | Edgar Rice Burroughs                      | Anglès           | 26                                                      | 1914–1995      | 50 milions         |

### Entre 30 milions i 50 milions d'exemplars
| Sèrie de llibre                               | Autor/s i Autora/es                            | Llengua original | Núm. d'obres                  | Primera edició | Vendes aproximades |
| --------------------------------------------- | ---------------------------------------------- | ---------------- | ----------------------------- | -------------- | ------------------ |
| Els Fills de la Terra                         | Jean M. Auel                                   | Anglès           | 6                             | 1980–2011      | 45 milions         |
| A child's first library of learning           | Diveresos autors                               | Anglès           | 29                            | 1980–          | 45 milions         |
| Junie B. Jones                                | Barbara Park                                   | Anglès           | 30                            | 1992–          | 44 milions         |
| Harry Bosch                                   | Michael Connelly                               | Anglès           | 15                            | 1992–          | 42 milions         |
| Harry Hole                                    | Jo Nesbø                                       | Noruec           | 9                             | 1997–present   | 40 milions         |
| Els gats guerrers                             | Erin Hunter                                    | Anglès           | 78                            | 2003-present   | 40 milions         |
| 连环画 铁道游击队 (Railway Guerilla)          | Autor original: Liu Zhixia                     | Xinès            | 10                            | 1955–1962      | 36.52 milions      |
| Caçadors d'ombres                             | Cassandra Clare                                | Anglès           | 11 + 3 llibres complementaris | 2007–present   | 36 milions         |
| かいけつゾロリ (Kaiketsu Zorori)              | Yutaka Hara                                    | Japonès          | 60                            | 1987–present   | 35 milions         |
| L'os Paddington                               | Michael Bond                                   | Anglès           | 70                            | 1958–present   | 35 milions         |
| Divergent                                     | Veronica Roth                                  | Anglès           | 3                             | 2011–2013      | 35 milions         |
| El Llegat                                     | Christopher Paolini                            | Anglès           | 4                             | 2002–2011      | 33 milions         |
| とある魔術の禁書目録 (Toaru Majutsu no Index) | Kazuma Kamachi                                 | Japonès          | 46                            | 2004–          | 30 milions         |
| グイン・サーガ (Guin Saga)                    | Kaoru Kurimoto                                 | Japonès          | 118                           | 1979–2009      | 30 milions         |
| 徳川家康 (Tokugawa Ieyasu)                    | Sohachi Yamaoka                                | Japonès          | 26                            | 1950–1967      | 30 milions         |
| Ramona                                        | Beverly Cleary                                 | Anglès           | 8                             | 1955–1999      | 30 milions         |
| The Dark Tower                                | Stephen King                                   | Anglès           | 8                             | 1982–2012      | 30 milions         |
| Diari d'una Penjada                           | Rachel Renée Russell                           | Anglès           | 15                            | 2009–present   | 30 milions         |
| The Destroyer                                 | Warren Murphy, Richard Sapir i diversos autors | Anglès           | 150                           | 1971–present   | 30 milions         |

### Entre 20 milions i 30 milions d'exemplars
| Sèrie de llibre                                   | Autor/s i Autora/es             | Llengua original | Núm. d'obres | Primera edició | Vendes aproximades          |
| ------------------------------------------------- | ------------------------------- | ---------------- | ------------ | -------------- | --------------------------- |
| ノンタン (Nontan)                                 | Sachiko Kiyono                  | Japonès          | 25           | 1976–2006      | 28 milions                  |
| Jordi el curiós                                   | Hans Augusto Rey i Margret Rey  | Anglès           | 58           | 1941–present   | 27 milions                  |
| 三毛猫ホームズシリーズ (Calico Cat Holmes series) | Jirō Akagawa                    | Japonès          | 43           | 1978–present   | 26 milions                  |
| Pare ric, Pare pobre                              | Robert Kiyosaki, Sharon Lechter | Anglès           | 18           | 1997–          | 26 milions                  |
| Shannara                                          | Terry Brooks                    | Anglès           | 20           | 1977–present   | 26 milions                  |
| Kurt Wallander                                    | Henning Mankell                 | Suec             | 10           | 1991–2002      | 25 milions                  |
| Sagaen om Isfolket (The Legend of the Ice People) | Margit Sandemo                  | Noruec           | 47           | 1982–1989      | 25 milions                  |
| The Sword of Truth                                | Terry Goodkind                  | Anglès           | 12           | 1998–present   | 25 milions                  |
| Outlander                                         | Diana Gabaldon                  | Anglès           | 8            | 1991–present   | 25 milions                  |
| 鬼平犯科帳 (Onihei Hankachō)                      | Shōtarō Ikenami                 | Japonès          | 24           | 1968–1990      | 24.4 milions, únic bunkobon |
| Brain Quest                                       | Diversos autors                 | Anglès           |              | 1992–present   | 23.7 milions                |
| La dieta South Beach                              | Arthur Agatston                 | Anglès           | 6            | 2003–present   | 22 milions                  |
| ソードアート・オンライン (Sword Art Online)       | Reki Kawahara                   | Japonès          | 27           | 2009–present   | 22 milions                  |
| 竜馬がゆく (Ryoma ga Yuku)                        | Ryōtarō Shiba                   | Japonès          | 5            | 1963–1966      | 21.5 milions                |
| Artemis Fowl                                      | Eoin Colfer                     | Anglès           | 8            | 2001–2012      | 21 milions                  |
| ズッコケ三人組 (Zukkoke Sanningumi)               | Masamoto Nasu                   | Japonès          | 50           | 1978–2004      | 21 milions                  |
| Découvertes Gallimard                             | Diversos autors                 | Francès          | +700         | 1986–present   | +20 milions                 |
| Redwall                                           | Brian Jacques                   | Anglès           | 22           | 1986–2011      | 20 milions                  |
| Maisy                                             | Lucy Cousins                    | Anglès           | 23           | 1990–present   | 20 milions                  |
| Dragonlance                                       | Diversos autors                 | Anglès           | +150         | 1984–present   | 20 milions                  |
| 幻魔大戦 (Genma Taisen)                           | Kazumasa Hirai                  | Japonès          | 20           | 1979–1983      | 20 milions                  |
| 青春の門 (The Gate of Youth)                      | Hiroyuki Itsuki                 | Japonès          |              | 1970–present   | 20 milions                  |
| スレイヤーズ (Slayers)                            | Hajime Kanzaka                  | Japonès          | 50           | 1989–present   | 20 milions                  |
| Saga de La Fundació                               | Isaac Asimov                    | Anglès           | 3            | 1950–1953      | 20 milions                  |
| Percy Jackson & the Olympians                     | Rick Riordan                    | Anglès           | 5            | 2005–2009      | 20 milions                  |
| Històries horribles                               | Terry Deary                     | Anglès           | 24           | 1993–present   | 20 milions                  |
| Rainbow Magic                                     | Daisy Meadows                   | Anglès           | 80+          | 2003–present   | 20 milions                  |
| Morgan Kane                                       | Louis Masterson                 | Noruec           | 90           | 1966–          | 20 milions                  |
| The Southern Vampire Mysteries                    | Charlaine Harris                | Anglès           | 13           | 2001–2013      | 20 milions                  |

### Entre 15 milions i 20 milions d'exemplars
| Sèrie de llibre                                | Autor/s i Autora/es                                | Llengua original | Núm. d'obres | Primera edició | Vendes aproximades |
| ---------------------------------------------- | -------------------------------------------------- | ---------------- | ------------ | -------------- | ------------------ |
| Doc Savage                                     | Lester Dent i diversos autors                      | Anglès           | 203          | 1933–present   | 20 milions         |
| 涼宮ハルヒシリーズ (Haruhi Suzumiya Sèries)    | Nagaru Tanigawa                                    | Japonès          | 11           | 2003–present   | 20 milions         |
| 科学のアルバム (Kagaku Cap àlbum)              | Diversos autors                                    | Japonès          |              | 1970–present   | 19 milions         |
| 剣客商売 (Kenkaku Shobai)                      | Shotaro Ikenami                                    | Japonès          | 18           | 1972–1989      | 18 milions         |
| Erast Fandorin sèries                          | Boris Akunin                                       | Rus              | 12           | 1998–present   | 18 milions         |
| Dragonriders of Pern                           | Anne McCaffrey                                     | Anglès           | 23           | 1967–present   | 18 milions         |
| 吸血鬼ハンターD (Vampire Hunter D)             | Hideyuki Kikuchi                                   | Japonès          | 17           | 1983–present   | 17 milions         |
| Guia galàctica per a autoestopistes            | Douglas Adams, més un llibre final per Eoin Colfer | Anglès           | 6            | 1979–2008      | 16 milions         |
| Bridget Jones                                  | Helen Fielding                                     | Anglès           | 3            | 1996–present   | 15 milions         |
| The Riftwar Cycle                              | Raymond E. Feist                                   | Anglès           | 25           | 1982–present   | 15 milions         |
| El No. 1 Detectiu de Senyores Agència          | Alexander McCall Smith                             | Anglès           | 9            | 1999–present   | 15 milions         |
| ぼくらシリーズ (Bokura Sèrie)                  | Osamu Refresc                                      | Japonès          | 36           | 1985–present   | 15 milions         |
| La matèria fosca                               | Philip Pullman                                     | Anglès           | 3            | 1995–2000      | 15 milions         |
| 銀河英雄伝説 (Llegenda dels Herois Galàctics)  | Yoshiki Tanaka                                     | Japonès          | 14           | 1982–1989      | 15 milions         |
| Der Regenbogenfisch (Peix d'arc de Sant Martí) | Marcus Pfister                                     | Alemany          |              | 1992–present   | 15 milions         |

## Llista de llibres regularment actualitzats més venuts

### Entre 50 milions i 100 milions d'exemplars
| Llibre                                                                                              | Autor/s                      | Llengua original | Primera publicació | Vendes aproximades |
| --------------------------------------------------------------------------------------------------- | ---------------------------- | ---------------- | ------------------ | ------------------ |
| 新华字典 (Xinhua Zidian / Diccionari Xinès Xinhua)                                                  | Editor en cap: Wei Jiangong  | Xinès            | 1957               | 567 milions        |
| Escoltisme per a nois                                                                               | Robert Baden-Powell          | Anglès           | 1908               | 100–150 milions    |
| Guinness World Records (publicat anualment)                                                         | Diversos autors              | Anglès           | 1955–present       | 143 milions        |
| El McGuffey Lectors                                                                                 | William Holmes McGuffey      | Anglès           | 1853               | 125 milions        |
| 六星占術によるあなたの運命 (Rokusei Senjutsu (L'astrologia de sis estrelles et diu la teva fortuna) | Kazuko Hosoki i Kaori Hosoki | Japonès          | 1986–present       | 101.2 milions      |
| Llibre de l'ortografia americana (Webster's Diccionari)                                             | Noah Webster                 | Anglès           | 1783               | 100 milions        |

| Llibre                                  | Autor/s         | Llengua original | Primera publicació     | Vendes aproximades |
| --------------------------------------- | --------------- | ---------------- | ---------------------- | ------------------ |
| World Almanac(publicat cada any)        | Diversos autors | Anglès           | 1868–76; 1886–present  | 82 milions         |
| Betty Crocker Cookbook                  | General Mills   | Anglès           | 1950-2016 (12a edició) | 75 milions         |
| 'Merriam-Webster Collegiate Diccionari' | Merriam-Webster | Anglès           | 1898                   | 55 milions         |

### Entre 30 milions i 50 milions d'exemplars
| Llibre                                                               | Autor/s                        | Llengua original | Primera publicació | Vendes aproximades     |
| -------------------------------------------------------------------- | ------------------------------ | ---------------- | ------------------ | ---------------------- |
| Tesaurus de paraules i frases angleses                               | Peter Mark Roget               | Anglès           | 1852–              | 40 milions             |
| できるシリーズ (Dekiru Sèrie)                                        | Editorial Impress Holdings Inc | Japonès          | 1994–present       | 40 milions             |
| Better Homes and Gardens New Cook Book                               | Diversos autors                | Anglès           | 1930–              | 38 milions             |
| 수학의 정석(L'art de les matemàtiques)                               | Hong Sung-dae                  | Coreà            | 1966–present       | 37 milions~ 40 milions |
| Oxford Advanced Learner's Dictionary                                 | A. S. Hornby                   | Anglès           | 1948               | 30 milions             |
| Gran llibre d'Alcohòlics Anònims                                     | Bill Wilson                    | Anglès           | 1939               | 30 milions             |
| Le guide Michelin France (Guia Michelin França) (publicat anualment) | Diversos autors                | Francès          | 1900–present       | 30 milions             |

### Entre 20 milions i 30 milions d'exemplars
| Llibre                                    | Autor/s                           | Llengua original | Primera publicació | Vendes aproximades |
| ----------------------------------------- | --------------------------------- | ---------------- | ------------------ | ------------------ |
| Betty Crocker Cookbook                    | Diversos autors com Betty Crocker | Anglès           | 1955–              | 75 milions         |
| 超図解シリーズ (sèries Cho-Zukai)         | X media                           | Japonès          | 1996–2007          | 25 milions         |
| 自由自在 (Jiyu Jizai)                     | Diversos autors                   | Japonès          | 1953–present       | 24 milions         |
| 新明解国語辞典 (Shin Meikai kokugo jiten) | Tadao Yamada                      | Japonès          | 1972               | 20.4 milions       |
| Gramàtica Anglesa (English Grammar)       | Lindley Murray                    | Anglès           | 1795               | 20 milions         |

### Entre 10 milions i 20 milions d'exemplars
| Llibre | Autor/s             | Llengua original | Primera publicació | Vendes aproximades                                 |
| --- | ------------------- | ---------------- | ------------------ | -------------------------------------------------- |
| L'Alegria de Cuinar                                                                                               | Diversos autors     | Anglès           | 1936               | 18 milions                                         |
| スーパーマップル (Super Mapple)                                                                                   | Diversos autors     | Japonès          | 1991–present       | 18 milions                                         |
| チャート式 (Gràfic Shiki)                                                                                         | Diversos autors     | Japonès          | 1927–present       | 17.44 milions, només pel primer grau de secundària |
| 英語基本単語集 (Eigo Kihon Tangoshu) "Recopilació del vocabulari anglès bàsic"                                    | Yoshio Akao         | Japonès, anglès  | 1942               | 17.2 milions                                       |
| Merriam-Webster Diccionari de butxaca                                                                             | -                   | Anglès           | (Fins a 1965)      | 15,110,000                                         |
| 試験に出る英単語 (Siken Ni Deru Eitango) "Vocabulari anglès en exàmens"                                           | Ichiro Mori         | Japonès, anglès  | 1967               | 15 milions                                         |
| 新英和中辞典 (Shin Eiwa Chu Jiten) "Nou anglès-Diccionari japonès"                                                | Shigeru Takebayashi | Japonès, anglès  | 1967               | 12 milions                                         |
| 広辞苑 (Kōjien)                                                                                                   | Izuru Shinmura      | Japonès          | 1955               | 11.9 milions                                       |
| 旺文社古語辞典 (Obunsha Kogo Jiten) "Diccionari d'Arcaismes Obunsha"                                              | Akira Matsumura     | Japonès          | 1960               | 11 milions                                         |
| Atles de Butxaca Hammond                                                                                          |                     | Anglès           | (Fins al 1965)     | 11,000,000                                         |
| 三省堂国語辞典 (Sanseido Kokugo Jiten) "Diccionari de la Llengua japonesa Sanseido"                               | Kenbō Hidetoshi     | Japonès          | 1960               | 10 milions                                         |
| 家庭に於ける實際的看護の秘訣 (Katei Ni Okeru Jissaiteki Kango Cap Hiketsu) "Clau a Cura Personal Pràctica a Casa" | Takichi Tsukuda     | Japonès          | 1925               | 10 milions                                         |
| C程序设计 (C Program Design)                                                                                      | Tan, Haoqiang       | Xinès            | 1991               | 10 milions                                         |